# Сергеј Горлукович
Сергеј Вадимович Горлукович (рус. Серге́й Вадимович Горлукович; 18. новембар 1961) бивши је совјетски и руски фудбалер.

## Каријера
Током каријере играо је за познате клубове као што су: Гомељ, Динамо Минск, Локомотиву Москву, Борусију Дортмунд и Спартак из Москве.
Играо је за репрезентације СССР−а и Русије. Са олимпијским тимом СССР-а, учествовао је на турниру Олимпијских игара 1988. у Сеулу, где је са екипом освојио златну медаљу. Са репрезентацијом Русије учествовао је на завршном турниру Светског првенства 1994. у САД. Укупно је одиграо 38 утакмица и постигао 1 погодак у дресу репрезентације.

## Успеси

### Клуб
Спартак Аланија Владикавказ
- Премијер лига Русије: 1995.

Спартак Москва
- Премијер лига Русије: 1996, 1997, 1998.
- Куп Русије: 1998.

### Репрезентација
СССР
- Златна медаља Олимпијске игре 1988. године у Сеулу